# دانانگ
دانانگ (به ویتنامی: Đà Nẵng)
 یک شهر بندری بزرگ در سواحل جنوب مرکزی ویتنام است. این شهر در دهانهٔ رود هان و در ساحل دریای جنوبی چین قرار دارد. جمعیت آن در سال ۲۰۰۹ میلادی ۸۸۷۰۶۹ نفر بوده‌است.